# うきは〜少年たちの夏〜
『うきは〜少年たちの夏〜』（うきは しょうねんたちのなつ）は、2002年に放送された福岡発地域ドラマ（単発ドラマ）である。脚本は森下直、演出は東山充裕が担当した。

## 概要
2002年11月22日にNHK総合テレビで放送され、11月30日にNHKデジタル衛星ハイビジョンで放送された。
出演者は、おもに福岡県をはじめとする九州出身の俳優や在住の子役でキャスティングされた。当時12歳だった池松壮亮やブレイク前の蒼井優（ともに福岡市出身）などが出演した。

## ストーリー
日本棚田百選に選ばれる美しい棚田をもつ福岡県浮羽町（現うきは市）。しかし町は過疎化が進んでいた。町の生き残りのために全校生徒44人の小さな小学校で衛星回線を使った博多の小学校との交流授業を始める。小学校に通う健作と亮太はそこでモニターに映った「前島うきは」という美しい少女に一目ぼれをする。ふたりは自分たちの住む町と同じ名前を持つ都会の少女に町のすばらしさを分かってもらうために、ひと夏、さまざまな体験を重ねる。

## キャスト
- 村上健作 - 池松壮亮[1]
- 山下亮太 - 菅原佑介
- 前島うきは - 牧野有紗
- 村上徹 - 光石研
- 村上さわ子 - 高樹澪
- 山下みゆき - 蒼井優
- 田口巌 - 三国一夫
- 前島千賀子 - 床島佳子
- 山岸 - 天本英世
- 鶴屋華丸（現・博多華丸）
- 亀屋大吉（現・博多大吉）